# Echeandia magnifica
Echeandia magnifica är en sparrisväxtart som beskrevs av López-ferr., Espejo och Ceja. Echeandia magnifica ingår i släktet Echeandia och familjen sparrisväxter. Inga underarter finns listade i Catalogue of Life.